# Триада Бека
Триада Бека представляет собой совокупность трёх медицинских признаков, связанных с острой тампонадой сердца, требующей неотложной медицинской помощи, когда в околосердечной сумке (перикарде) вокруг сердца скапливается избыточное количество жидкости, что ухудшает его способность перекачивать кровь.
Признаками являются низкое артериальное давление, высокое центральное венозное давление (например, набухшие шейные вены) и отдалённые приглушённые тоны сердца. Может наблюдаться также сужение пульсового давления.
Концепция была разработана в 1935 году Клодом Беком, резидентом, а затем профессором сердечно-сосудистой хирургии Университета Кейс Вестерн Резерв.